# 김재익 (1938년)
김재익(金在益, 1938년 11월 26일~1983년 10월 9일)은 전두환 정권 당시의 청와대 경제수석으로서 금융실명제, 물가안정화 정책, 정보화 정책, OECD 가입, 수입자유화 정책 등을 입안한 인물이다. 미얀마에서 일어난 아웅 산 묘역 테러 사건으로 사망하였다.

## 생애
일제강점기였던 1938년, 경성부에서 아버지 김응묵과 어머니 강병주의 6남 3녀 중 6남으로 출생하여 지난날 한때 충청남도 연기군에서 잠시 유아기를 보낸 적이 있고 충청남도 대전에서 성장한 그의 본관은 안동 김씨이며, 본적은 선친의 고향인 충청남도 연기군 전의면 소정리이다. 그의 아버지는 한국 전쟁 당시 지주이자 우익반동으로 몰려 정치보위부에 검거되어 서울 수복 직전 대전에서 인민군에 의하여 처형되었고, 그의 형인 김재룡은 서울대학교 서양사학과 전임강사로 일하는 중 해군CIC에 검거되었다가 개전 직후 불법적으로 한강변에서 총살되었다. 그는 미군부대에서 허드렛일을 하는 하우스보이 생활을 하기도 하였다.
그는 경기고등학교 2학년 때 검정고시를 거쳐 1956년 서울대학교 문리과대학 정치학과 외교학 전공에 입학했다. 1960년 서울대학교 외교학 학사 학위를 취득했으며, 서울대학교를 졸업한 뒤 한국은행에 수석으로 입행했다. 또한 1965년에 서울대학교에서 외교학 석사(국제관계 전공) 학위를 취득했으며, 정치학 강의 두 개를 하기도 했다.
한국은행에 재직하는 중에 도미하여 1968년에 하와이 대학교 마노아에서 경제학 석사, 1968년과 1973년 사이에 스탠퍼드 대학교에서 통계학 석사 학위와 경제학 박사 학위를 취득하였다.
1973년 박사 학위를 얻은 해에 귀국하여 한국은행에 적을 둔 채 청와대 비서실로 들어간 김용환 경제수석 밑에서 자문역으로서 관계에 첫발을 내디뎠다. 이때 부가가치세 도입의 이론적인 바탕을 마련하였다.
1974년 경제기획원으로 자리를 옮겨 비서실장, 경제기획관을 거쳐 경제기획국장이라는 요직을 차지하였다. 1980년 전두환은 김재익을 청와대 경제수석으로 임명하였다.
김재익은 경기고등학교 1년 후배인 오명을 청와대 경제비서실 과학기술 담당 비서관으로 임명하여 통신혁명의 기틀을 잡았다. 훗날 오명은 전기통신사업을 체신부에서 분리해 한국전기통신공사(현 KT)가 탄생하였으며, 전자교환기를 도입하였다.

## 경제 정책
김재익은 미국에서 신고전파 경제학을 공부하였다. 1980년 초기의 한국 사회의 인플레이션을 수습하기 위하여 금융과 재정을 긴축하고, 수입을 자유화하며, 임금상승은 생산성 증가의 범위 내로 억제하고, 환율과 금리는 시장에서 결정되도록 해야 한다는 기조를 유지하였다. 또한 경제의 능률 향상을 위해서는 개방과 경쟁이 필수적이고 정부의 간섭을 최소화해야 한다는 원칙을 가졌다.

## 사망
1983년 10월 9일 미얀마(당시 버마) 아웅 산 묘역 테러 사건으로 순직하였다. 10월 11일 청조근정훈장을 추서받았다.

## 관련 서적
- 남덕우 외, 『80년대 경제개혁과 김재익 수석 - 20주기 추모 기념집』, 삼성경제연구소, 2003년 (ISBN : 9788976332288)